# Gino Giovagnoli
Gino Giovagnoli (1951) è un politico sammarinese.
È stato Capitano Reggente da ottobre 2001 ad aprile 2002, in coppia con Alberto Cecchetti. È esponente del Partito Democratico Cristiano Sammarinese.